# Antun Akšamović
Antun Akšamović (Garčin, 27. svibnja 1875. – Đakovo, 7. listopada 1959.), bio je bosansko-srijemski ili đakovački biskup.
Obnovio je đakovačku katedralu koja je bila stradala u požaru 1933. godine. Godine 1942. imenovan je naslovnim biskupom biskupije Augustopol u Frigiji.
Za vrijeme postojanja Nezavisne Države Hrvatske bio je zastupnikom Hrvatskog državnog sabora. Osim toga, vlasti NDH odlikovale su ga Redom za zasluge. Ipak, postoje i tvrdnje da je podupirao Narodnooslobodilački pokret.